# De puinhopen van het Oude Stadhuis te Amsterdam na de brand van 7 juli 1652
De puinhopen van het Oude Stadhuis te Amsterdam na de brand van 7 juli 1652 is een schilderij van de Noord-Nederlandse schilder Jan Abrahamsz. van Beerstraten in het Rijksmuseum in Amsterdam.

## Voorstelling
Het stelt het oude, middeleeuwse stadhuis van Amsterdam voor na de verwoestende brand van 7 juli 1652. De meeste afbeeldingen van dit stadhuis laten deze zien vanaf de Dam, bijvoorbeeld het schilderij uit 1657 van Pieter Saenredam en een schilderij van Van Beerstraten zelf. De verwoestingen, echter, stelden Van Beerstraten in staat het stadhuis van de achterzijde weer te geven, dus vanaf de Nieuwezijds Voorburgwal richting de Dam. Op die manier zijn van links naar rechts zichtbaar een gedeelte van de voorgevel van de Wisselbank, de stadhuistoren en de achterkant van de vierschaar. Helemaal links is het huis te zien op de hoek van de Dam en de Vogelsteeg, waarvan het dak zichtbaar beschadigd is als gevolg van de brand. Op de achtergrond zijn verder nog te herkennen de Waag op de Dam, het Commandantshuis op de Dam en huizen aan het Damrak, waar nu de Bijenkorf staat.

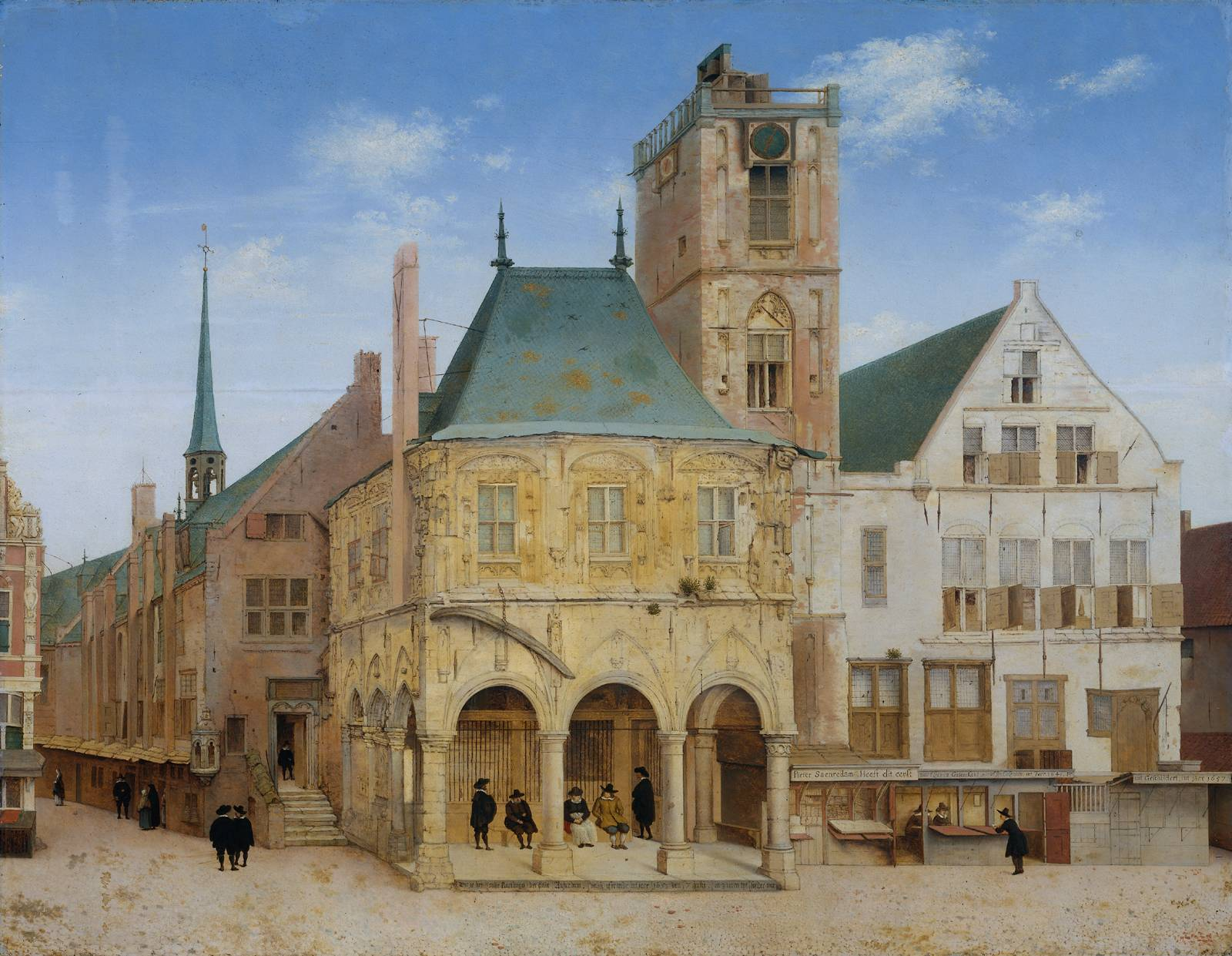
Pieter Saenredam. Het oude stadhuis te Amsterdam. 1657. Amsterdam, Rijksmuseum Amsterdam.

In en om de puinhopen zijn verschillende figuren te zien. Aan de voet van de toren zijn een aantal mannen in de weer met emmers. Links zijn drie mannen bezig iets uit de puinhopen uit te graven dat in kruiwagen wordt weggedragen. Uit ooggetuigenverslagen is bekend dat men tijdens en na de brand met man en macht heeft geprobeerd alle archiefstukken en kostbaarheden uit het stadhuis te redden. Op de achtergrond staan enkele soldaten voor een houten schutting. Deze schutting moet geplaatst zijn vanwege de bouw van het nieuwe stadhuis (het tegenwoordige Paleis op de Dam), waar al in 1648 mee begonnen was. Linksvoor zit een tekenaar op een grote steen te tekenen onder het toeziend oog van vier belangstellende mannen. Twee dagen na de brand werd de toren op last van het stadsbestuur wegens instortingsgevaar gesloopt. Het schilderij laat de ruïne dus zien onmiddellijk na de brand. Van Van Beerstraten zijn ook schilderijen bekend van het oude stadhuis voor de brand en tijdens de brand.

## Toeschrijving
Het schilderij is linksonder gesigneerd ‘I. BEERSTRAATEN’ op de steen waarop de tekenaar zit.

## Herkomst
Het werk werd in 1818 aangekocht door het Rijksmuseum, vermoedelijk op een niet met naam bekende veiling, die plaatsvond bij een veilinghuis in Amsterdam op 17 augustus 1818.